# Cynanchum tunicatum
Cynanchum tunicatum là một loài thực vật có hoa trong họ La bố ma. Loài này được (Retz.) Alston mô tả khoa học đầu tiên năm 1931.